# Todd Howard
Todd Howard (ur. 25 kwietnia 1971 w Lower Macungie Township) – amerykański projektant i producent gier komputerowych. Obecnie reżyser i producent wykonawczy w Bethesda Game Studios, gdzie kieruje pracami nad seriami gier Fallout i The Elder Scrolls.
Według serwisu IGN jest jednym ze 100 najlepszych twórców gier komputerowych wszech czasów.

## Młodość
Todd Howard urodził się w Lower Macungie Township, w Pensylwanii. Już od młodego wieku interesował się komputerami, a w szczególności grami komputerowymi. Uważał Ultima III: Exodus i Wizardry jako inspiracje dla swoich przyszłych tytułów. W 1993 ukończył College of William & Mary.
Po zagraniu w Wayne Gretzky Hockey młody Todd zadecydował o rozpoczęciu pracy w Bethesda Softworks, którego oddział mijał codziennie na drodze do szkoły.  Nie został jednak przyjęty, ponieważ warunkiem wstępnym było wyższe wykształcenie. Po skończeniu szkoły ponownie aplikował do Bethesdy, aczkolwiek znowu mu odmówili.

## Kariera
Dołączył do Bethesda Softworks w 1994. Jego pierwszymi dokonaniami pod skrzydłami Bethesdy był projekt i produkcja gier Terminator: Future Shock i Terminator: Skynet oraz projektowanie wydanego w 1996 The Elder Scrolls II: Daggerfall. Kierował produkcją The Elder Scrolls Adventures: Redguard, The Elder Scrolls III: Morrowind, The Elder Scrolls IV: Oblivion oraz wszystkich dodatków do nich. Był też reżyserem Fallouta 3. Twierdził, że Bethesda kierowała się zasadą „żyj innym życiem w innym świecie”, podczas produkcji gier z serii The Elder Scrolls. Stworzył również następną część tejże serii – The Elder Scrolls V: Skyrim. Reżyserował wydany w 2015 Fallout 4, wydany w 2018 Fallout 76 oraz wydaną w 2023 grę Starfield.

## Dzieła
| Rok wydania | Tytuł gry                              | Funkcja                             |
| ----------- | -------------------------------------- | ----------------------------------- |
| 1995        | Terminator: Future Shock               | Produkcja, projekt                  |
| 1996        | Terminator: Skynet                     | Produkcja, projekt                  |
| 1996        | The Elder Scrolls II: Daggerfall       | Projekt                             |
| 1998        | The Elder Scrolls Adventures: Redguard | Szef produkcji, projekt, scenariusz |
| 2002        | The Elder Scrolls III: Morrowind       | Szef produkcji, pomysł oryginalny   |
| 2003        | The Elder Scrolls III: Bloodmoon       | Producent wykonawczy                |
| 2004        | The Elder Scrolls Travels: Shadowkey   | Producent wykonawczy                |
| 2006        | The Elder Scrolls IV: Oblivion         | Producent wykonawczy                |
| 2007        | The Elder Scrolls IV: Shivering Isles  | Producent wykonawczy                |
| 2008        | Fallout 3                              | Reżyser                             |
| 2011        | The Elder Scrolls V: Skyrim            | Reżyser                             |
| 2015        | Fallout Shelter                        | Producent wykonawczy                |
| 2015        | Fallout 4                              | Reżyser                             |
| 2018        | Fallout 76                             | Reżyser                             |
| 2023        | Starfield                              | Reżyser                             |